# Joanne Adamson
Joanne Adamson OBE (nascida em 1967) é uma diplomata britânica. Ela é Representante Especial Adjunta na Missão Multidimensional Integrada das Nações Unidas para Estabilização do Mali (MINUSMA).

## Carreira
Ela formou-se na Universidade de Cambridge e na Universidade Harvard. De 2011 a 2013 foi Representante Permanente na Conferência sobre o Desarmamento. De 2014 a 2016 foi Embaixadora do Reino Unido no Mali e Níger.